# Vermeijius
Vermeijius is een geslacht van weekdieren uit de klasse van de Gastropoda (slakken).

## Soorten
- Vermeijius guidonis (Delsaerdt, 1995)
- Vermeijius insperatus Hadorn & Fraussen, 2024
- Vermeijius pallidus (Kuroda & Habe, 1961)
- Vermeijius palmarium (Hadorn & Fraussen, 2006)
- Vermeijius retiarius (E. von Martens, 1901)
- Vermeijius virginiae (Hadorn & Fraussen, 2002)
- Vermeijius wallacei (Hadorn & Fraussen, 2006)